# Népal aux Jeux olympiques d'hiver de 2014
Le Népal participe aux Jeux olympiques d'hiver de 2014 à Sotchi en Russie du 7 au 23 février 2014. Il s'agit de sa quatrième participation à des Jeux d'hiver. La délégation est composée d'un seul athlète qui participe aux 15 kilomètres hommes (style classique) lors des épreuves de ski de fond. Il termine à la 86e et avant-dernière place. 
Le Népal fait partie des nations qui n'ont pas remporté de médaille durant ces Jeux olympiques.

## Participation
Il s'agit de la quatrième participation de l'équipe du Népal aux Jeux olympiques d'hiver.
Le seul athlète à prendre part à la compétition est le fondeur Dawa Dachhiri Sherpa.
Aux Jeux olympiques d'hiver de 2014, un seul athlète de l'équipe du Népal a participé aux épreuves suivantes : 
| Sport                                                | Hommes | Femmes | Total |
| ---------------------------------------------------- | ------ | ------ | ----- |
| Ski de fond - 15 kilomètres hommes (style classique) | 1      | 0      | 1     |
| Total                                                | 1      | 0      | 1     |

## Préparation

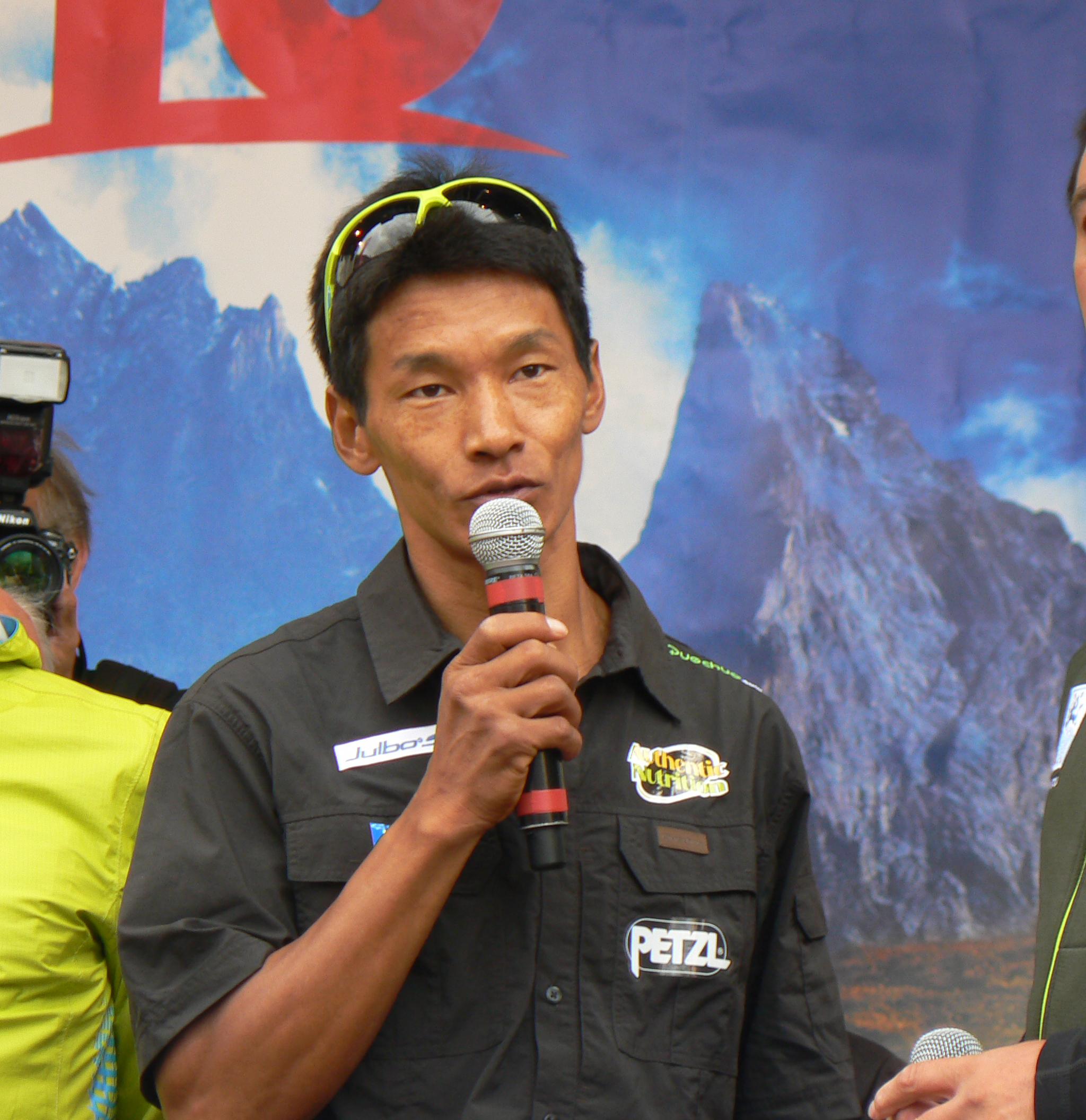
Dawa Dachhiri Sherpa, fondeur népalais, seul représentant du Népal aux Jeux olympiques d'hiver de 2014.

À l'âge de 44 ans, l'unique représentant du Népal pour les Jeux olympiques d'hiver de 2014, Dawa Dachhiri Sherpa, participe pour la troisième fois aux Jeux d'hiver après ceux de Turin en 2006 et de Vancouver en 2010. Grand spécialiste du ultra-trail, il a remporté de nombreux succès et figure parmi les meilleurs coureurs d'ultrafond au monde. Il est contacté en 2003 par les autorités sportives de son pays pour participer aux épreuves de ski de fond afin que le Népal ait un représentant pour les Jeux olympiques d'hiver de 2006.
Maçon de métier et sportif non professionnel, il prend, à partir de novembre, trois mois de congé sans solde afin de se préparer pour les épreuves olympiques,. Bien qu'ayant les montagnes les plus élevées du monde, le Népal ne possède aucune piste de ski. Dawa Dachhiri Sherpa s’entraîne et se prépare pour les Jeux olympiques d'hiver en Suisse, un pays qui possède les infrastructures nécessaires.
Son objectif était de simplement terminer la course. 

## Cérémonie d'ouverture et de clôture
Selon la coutume, la Grèce, berceau des Jeux olympiques, ouvre le défilé des nations, tandis que la Russie, en tant que pays organisateur, ferme la marche. Les autres pays défilent selon leur ordre alphabétique en russe, langue officielle du pays organisateur et selon l'alphabet cyrillique. Le Népal est la 51e des 88 délégations à entrer dans le Stade olympique Ficht de Sotchi au cours du défilé des nations durant la cérémonie d'ouverture, après les athlètes olympiques indépendants et avant les Pays-Bas. Le porte-drapeau était le fondeur Dawa Dachhiri Sherpa, unique représentant de la délégation, qui effectue cette tâche pour la troisième fois après les Jeux olympiques d'hiver de 2006 et de 2010.
La cérémonie de clôture a lieu également au Stade olympique Ficht. Les porte-drapeaux des différentes délégations entrent ensemble dans le stade olympique. L'unique athlète du Népal, Dawa Dachhiri Sherpa porte à nouveau le drapeau lors de la cérémonie de clôture après l'avoir porté lors de la cérémonie d'ouverture.

## Épreuves de ski de fond

### 15 kilomètres hommes
Le fondeur népalais Dawa Dachhiri Sherpa a participé à l'épreuve de ski de fond du 15 kilomètres hommes (style classique). La compétition a lieu le 14 février 2014. Dawa Dachhiri Sherpa a terminé à la 86e et avant-dernière position de la course, à 17 minute et 9,6 secondes du champion olympique suisse Dario Cologna. 
| Athlète              | Épreuve                                              | Classique | Classique | Libre | Libre | Total         | Total         | Total |
| Athlète              | Épreuve                                              | Temps     | Rang      | Temps | Rang  | Temps         | Écart         | Rang  |
| -------------------- | ---------------------------------------------------- | --------- | --------- | ----- | ----- | ------------- | ------------- | ----- |
| Dawa Dachhiri Sherpa | Ski de fond - 15 kilomètres hommes (style classique) | NC        | NC        | NC    | NC    | 55 min 39 s 3 | +17 min 9 s 6 | 86e   |